# Honda S500
La Honda S500 è la prima automobile effettivamente prodotta in serie dalla casa automobilistica giapponese Honda dal 1963 al 1964.

## Contesto

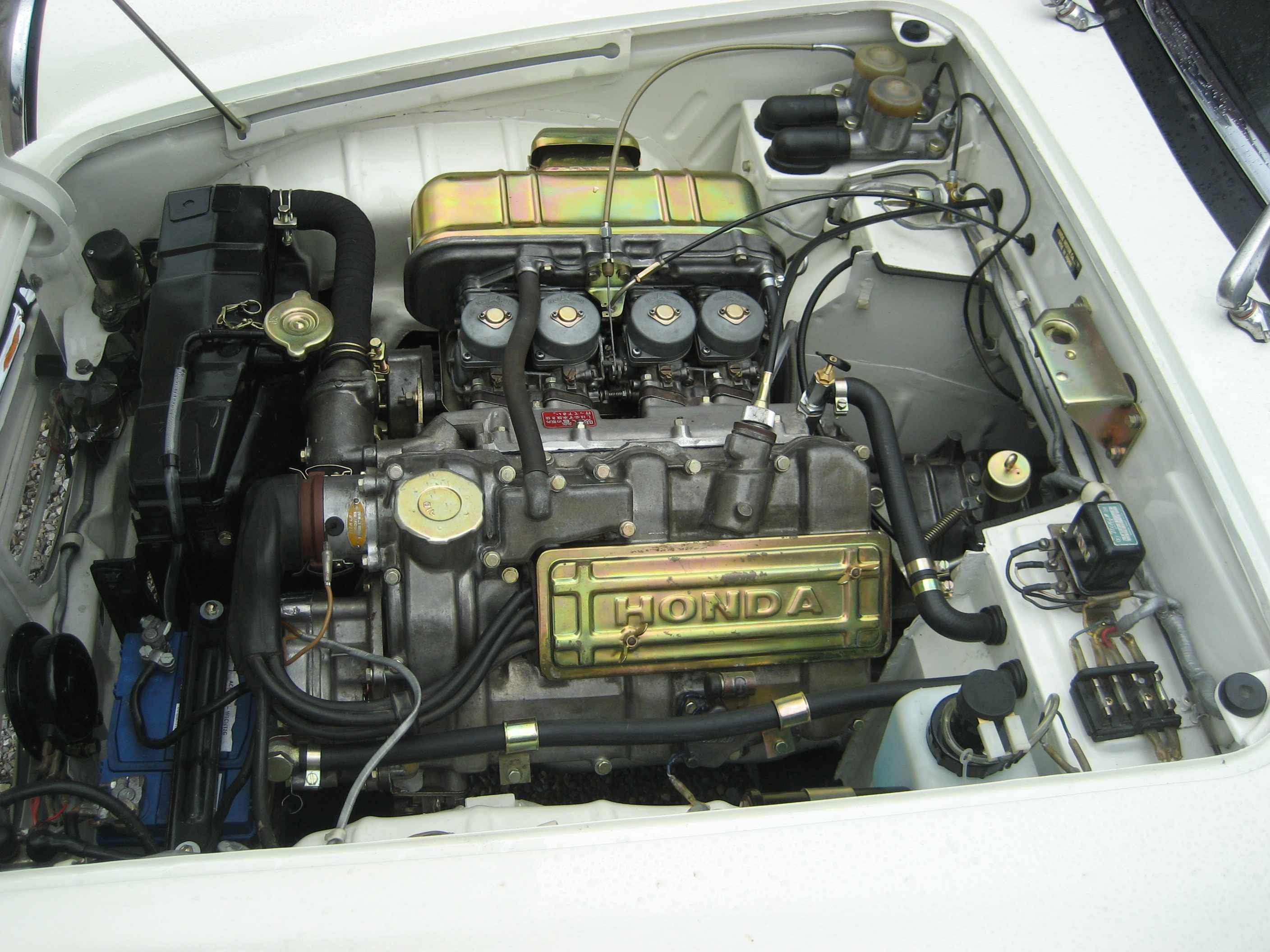
Il motore di una S500

Venne presentata nel 1963, pochi mesi dopo la realizzazione del T360. La vettura inoltre seguiva la S360, una vettura roadster, presentata nel 1962 ma mai prodotta in serie.
Il motore della S500 era a quattro cilindri in linea con doppio albero a camme in testa. Aveva un cilindrata di 531 cm³, in origine doveva essere di 492 cm³, che erogava 44 hp (33 kW) a 8.000 giri al minuto.
La trasmissione era con cambio manuale a quattro marce e trazione sulle ruote posteriori. Per le sospensioni anteriori si era adottato uno schema con barre di torsione mentre per le sospensioni posteriori venivano montati degli ammortizzatori montati in diagonale. L'auto pesava 680 kg (1.500 lb) e raggiungeva una velocità di 129 km/h (80 miglia orarie). La S500 nel 1963 veniva venduta ad un prezzo equivalente a circa 1.275 dollari. Come optional era disponibile anche un tettino rigido realizzato in fibra di vetro.
Ne furono prodotti 1.363 esemplari tra l'ottobre del 1963 e il settembre del 1964.